# Konwencja o substancjach psychotropowych
Konwencja o substancjach psychotropowych – umowa międzynarodowa z 1971 roku, której celem jest ograniczenie dostępu do substancji psychoaktywnych w celach pozamedycznych. Weszła w życie 16 sierpnia 1976 r. Stronami są 184 państwa, depozytariuszem Sekretarz Generalny ONZ (art. 33). Spisana w językach autentycznych angielskim, chińskim, francuskim, hiszpańskim i rosyjskim. Spory rozstrzyga Międzynarodowy Trybunał Sprawiedliwości, chyba że strony uzgodnią inny sposób (art. 31).
Środki objęte kontrolą klasyfikuje w czterech wykazach (im wyższy numer wykazu, tym łagodniejsze ograniczenia):
- Wykaz I zawiera substancje, które uznano za nieposiadające zastosowania w medycynie, w większości psychodeliki (MDMA, LSD, DMT, meskalina, psylocybina, psylocyna i inne), trzy stymulanty (w tym katynon i metkatynon), trzy dysocjanty, dwa syntetyczne kannabinoidy (paraheksyl i DMHP) oraz większość izomerów naturalnego tetrahydrokannabinolu
- Wykaz II zawiera głównie stymulanty (w tym amfetaminę, metamfetaminę i metylofenidat), jeden izomer naturalnego tetrahydrokannabinolu, 2C-B, trzy depresanty (w tym sekobarbital), jeden dysocjant (PCP) i zipeprol
- Wykaz III zawiera dwa nietypowe opioidy (pentazocynę i buprenorfinę), kilka barbituranów, katynę, glutetimid i flunitrazepam
- Wykaz IV zawiera dużo benzodiazepin, barbituranów, zolpidem, GHB i kilka innych depresantów, a także łagodniejsze stymulanty i nietypową lefetaminę

Wykazy są dostępne na "zielonej liście" Międzynarodowego Organu Kontroli Środków Odurzających (International Narcotics Control Board).
Grupy I-P, II-P, III-P i IV-P na polskim Wykazie środków odurzających i substancji psychotropowych odpowiadają powyższym wykazom konwencji. Polski wykaz zawiera dodatkowe 15 substancji w grupie I-P (m.in. mefedron), 5 w grupie II-P (ketamina, BZP, MBZP, pFPP i TFMPP) i 3 w grupie IV-P (2C-E, MDPEA i MDPV). Ponadto pentazocyna jest w grupie II-P, a nie III-P (stan na maj 2013).